# Céramo (Caria)

Mapa de algunas de las ciudades griegas de Caria y de algunas islas del Dodecaneso, donde se aprecia la ubicación de Céramo, en la costa del golfo Cerámico.

Céramo (en griego antiguo, Κέραμος) fue una antigua ciudad griega de Caria que se hallaba en la costa del golfo Cerámico.
Perteneció a la Liga de Delos puesto que aparece mencionada en registros de tributos a Atenas entre los años 454/3 y 415/4 a. C.
Estrabón ubica las pequeñas ciudades de Céramo y Bárgasa en la costa, entre Cnido y Halicarnaso.
Pausanias dice que de allí era originario Polites, que fue ganador de varias carreras en los Juegos Olímpicos.
Posteriormente se convirtió en una sede episcopal de la iglesia católica. Sus restos se localizan en la población turca de Ören.

## Galería de imágenes

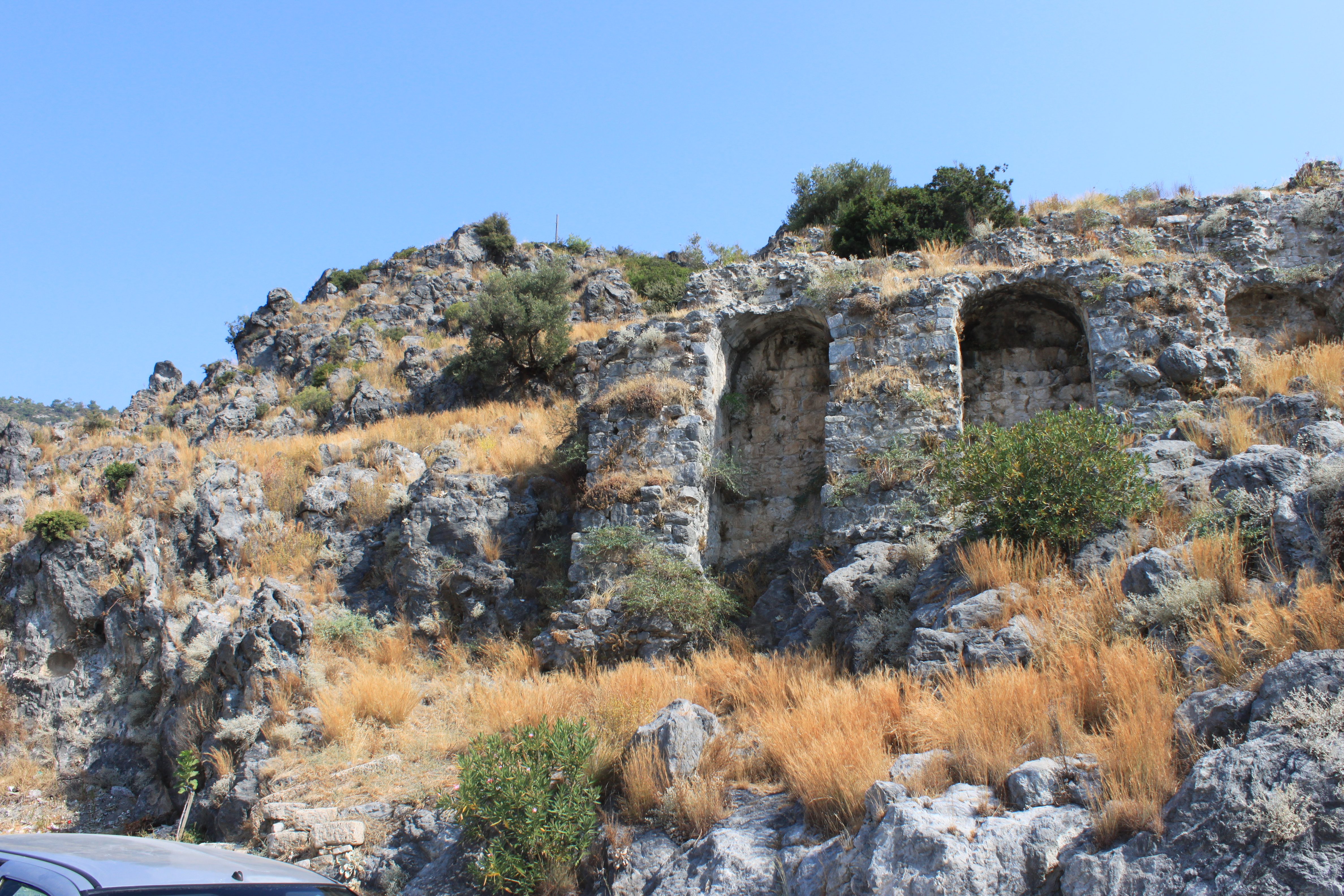
Ruinas romanas del siglo I al II d.C.
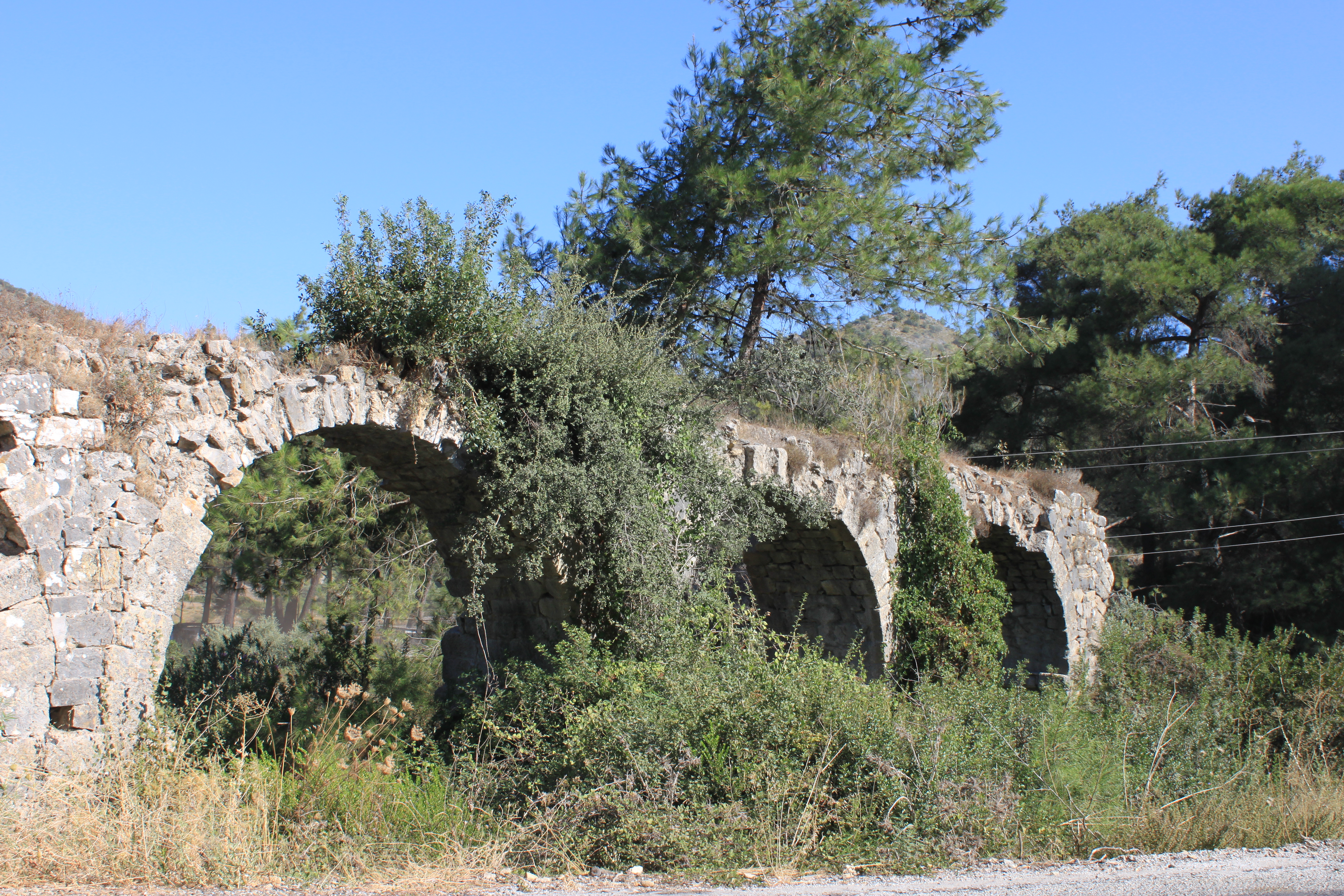
Puente romano al este de Céramo, aproximadamente del siglo I al II d.C.
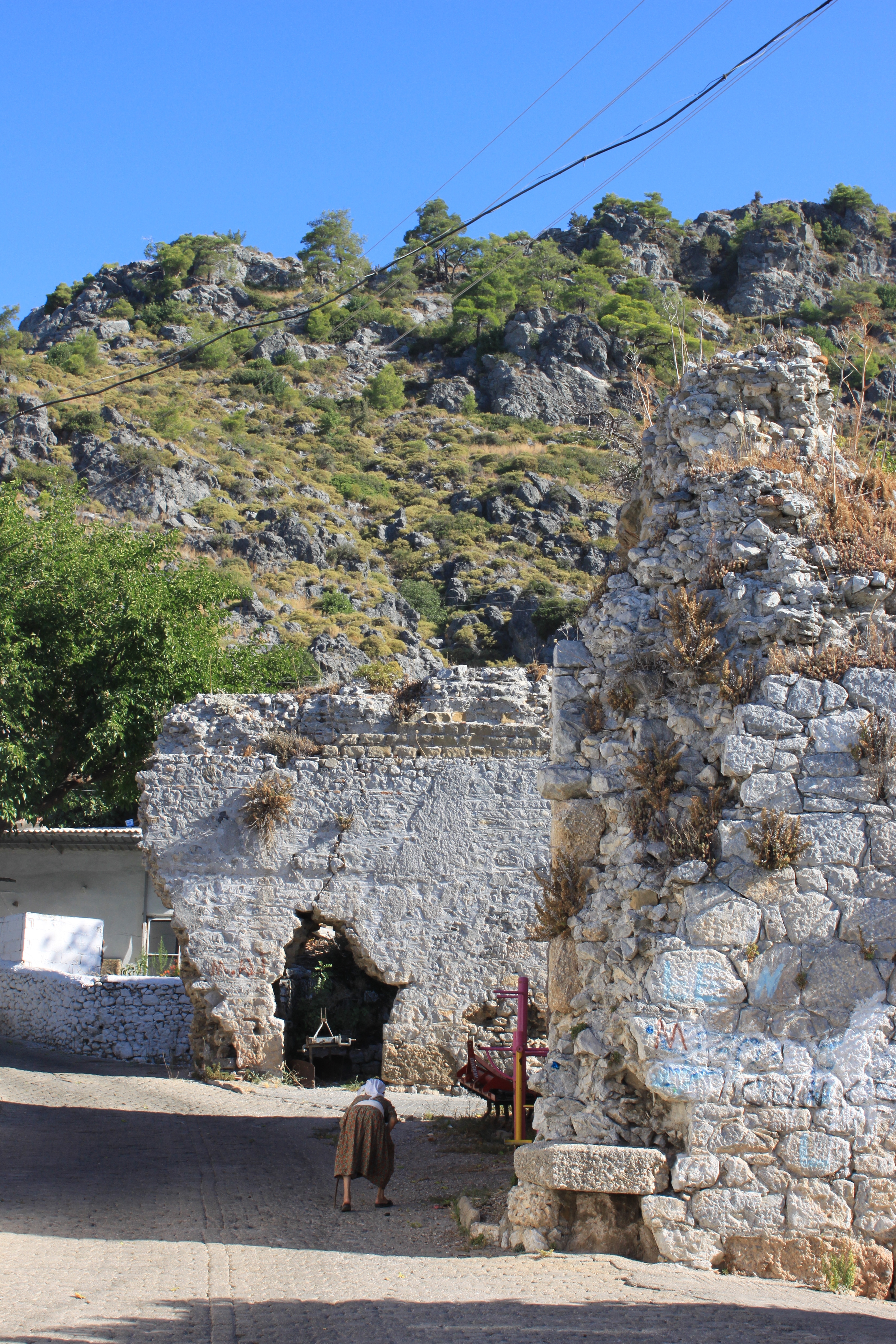
Céramo, fortificaciones griegas de la época precristiana en medio del pueblo de Ören.
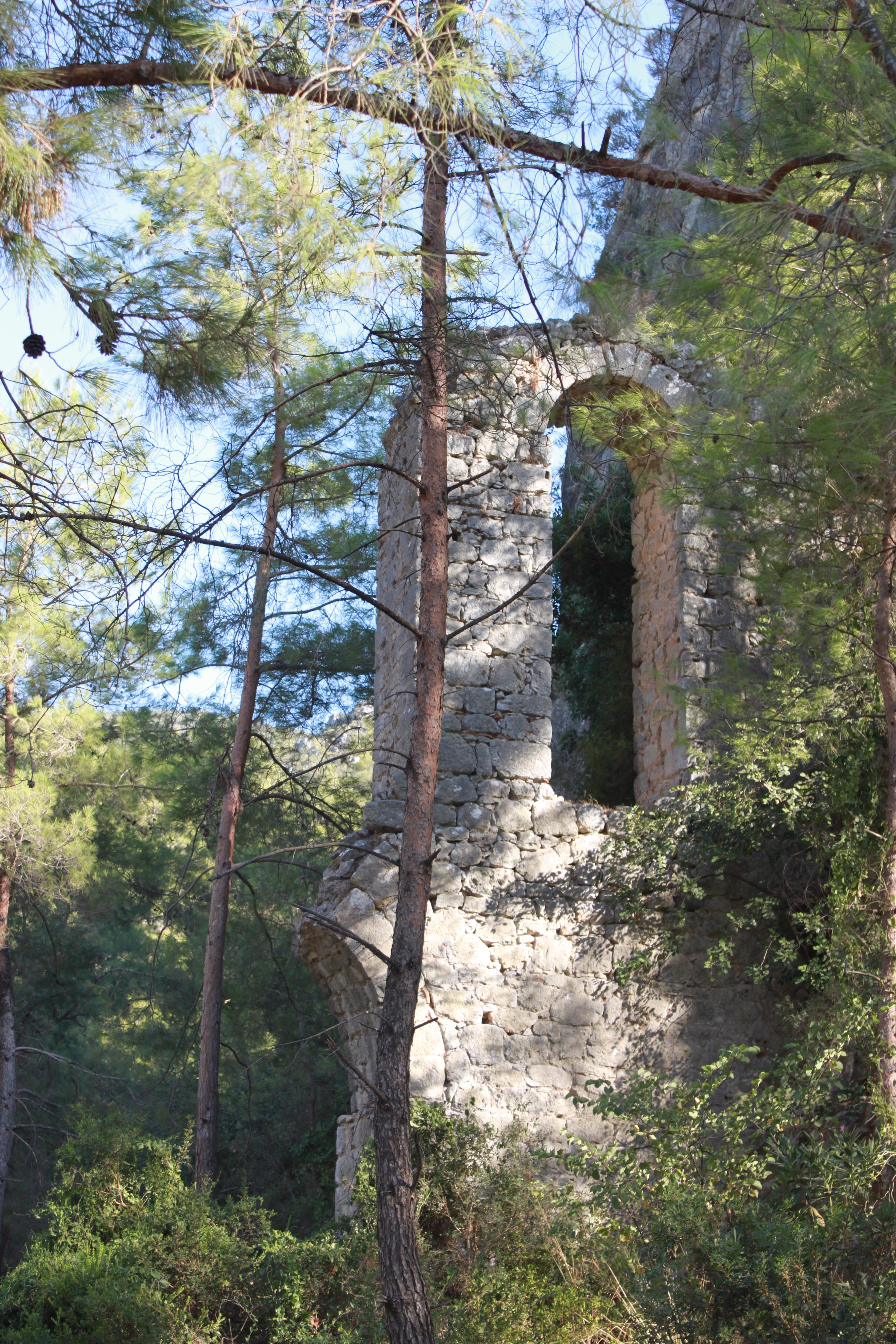
Viaducto romano de Céramo; aprox. del siglo I al II d.C.
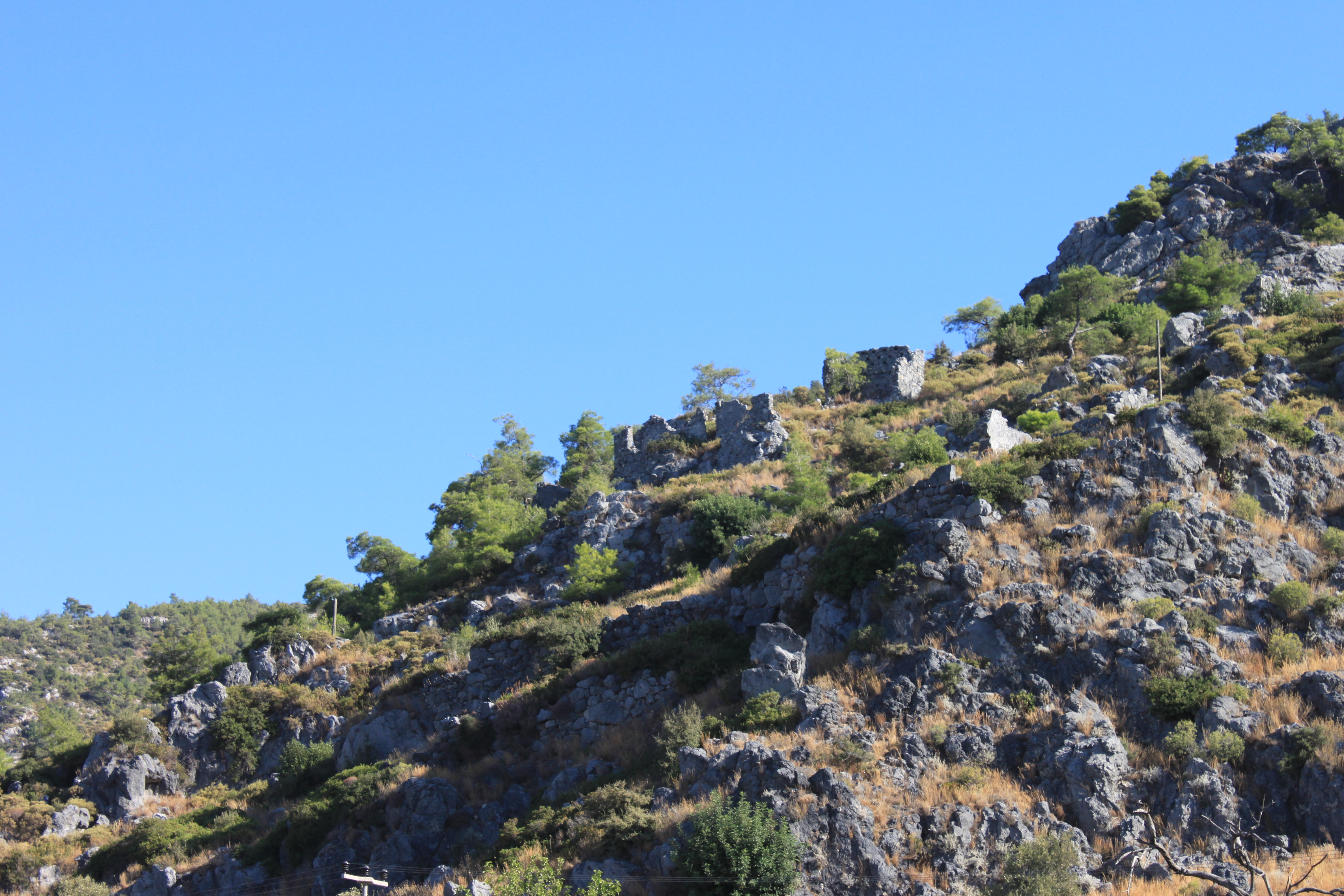
uinas romanas en el norte de Céramo, hacia el siglo II d.C.